# لاري باغبي
لاري باغبي (بالإنجليزية: Larry Bagby)‏ (و. 1974  م) هو موسيقي، ومغني، وممثل تلفزي، وممثل أفلام أمريكي، ولد في ماريسفيل.

## وصلات خارجية
- لاري باغبي على موقع IMDb (الإنجليزية)
- لاري باغبي على موقع ألو سيني (الفرنسية)
- لاري باغبي على موقع أول موفي (الإنجليزية)
- لاري باغبي على موقع قاعدة بيانات الأفلام السويدية (السويدية)
- لاري باغبي على موقع قاعدة بيانات الفيلم (الإنجليزية)
- لاري باغبي على موقع كينوبويسك (الروسية)